# Dung Co
Dung Co (kinesiska: Du Cuo, 懂错) är en sjö i Kina. Den ligger i den autonoma regionen Tibet, i den sydvästra delen av landet, omkring 220 kilometer norr om regionhuvudstaden Lhasa. Dung Co ligger 4 551 meter över havet. Arean är 135 kvadratkilometer. Trakten runt Dung Co består i huvudsak av gräsmarker. Den sträcker sig 24,6 kilometer i nord-sydlig riktning, och 12,1 kilometer i öst-västlig riktning.